# Tribunal de Alçada
A Constituição Federal do Brasil de 1946, no inciso II do artigo 124, permitiu a criação dos Tribunais de Alçada, no âmbito das Justiças dos estados, a fim de atender ao crescente número de recursos dirigidos aos Tribunais de Justiça. Assim, cinco estados da federação (São Paulo, Rio de Janeiro, Paraná, Rio Grande do Sul e Minas Gerais) criaram os seus respectivos Tribunais de Alçada, cujos magistrados passaram a ser denominados juízes do Tribunal de Alçada ou, simplesmente, juízes de alçada. Desse modo, este passou a ser um cargo de exercício obrigatório para os juízes de Direito serem promovidos a desembargador.
Tendo em vista que a divisão dos tribunais não estava ajudando na rapidez processual, alguns estados, como o do Rio de Janeiro e do Rio Grande do Sul, resolveram extinguir, por conta própria, em 1998, os seus respectivos tribunais de Alçada, incorporados aos Tribunais de Justiça locais.
Em 30 de dezembro de 2004, quando da criação da Emenda Constitucional (EC) nº 45, em virtude do seu art. 4.º, extingue, em caráter definitivo, os tribunais de Alçada, passando os seus membros a integrarem os Tribunais de Justiça dos respectivos Estados. Na mesma Emenda, os Tribunais de Justiça, por ato administrativo, teriam que promover a integração dos membros dos tribunais extintos em seus quadros. Assim, o cargo de juiz de alçada se encontra extinto.

## Ligação externa
- Constituição de 1946
- Emenda Constitucional nº 45 de 2004